# Лофаст

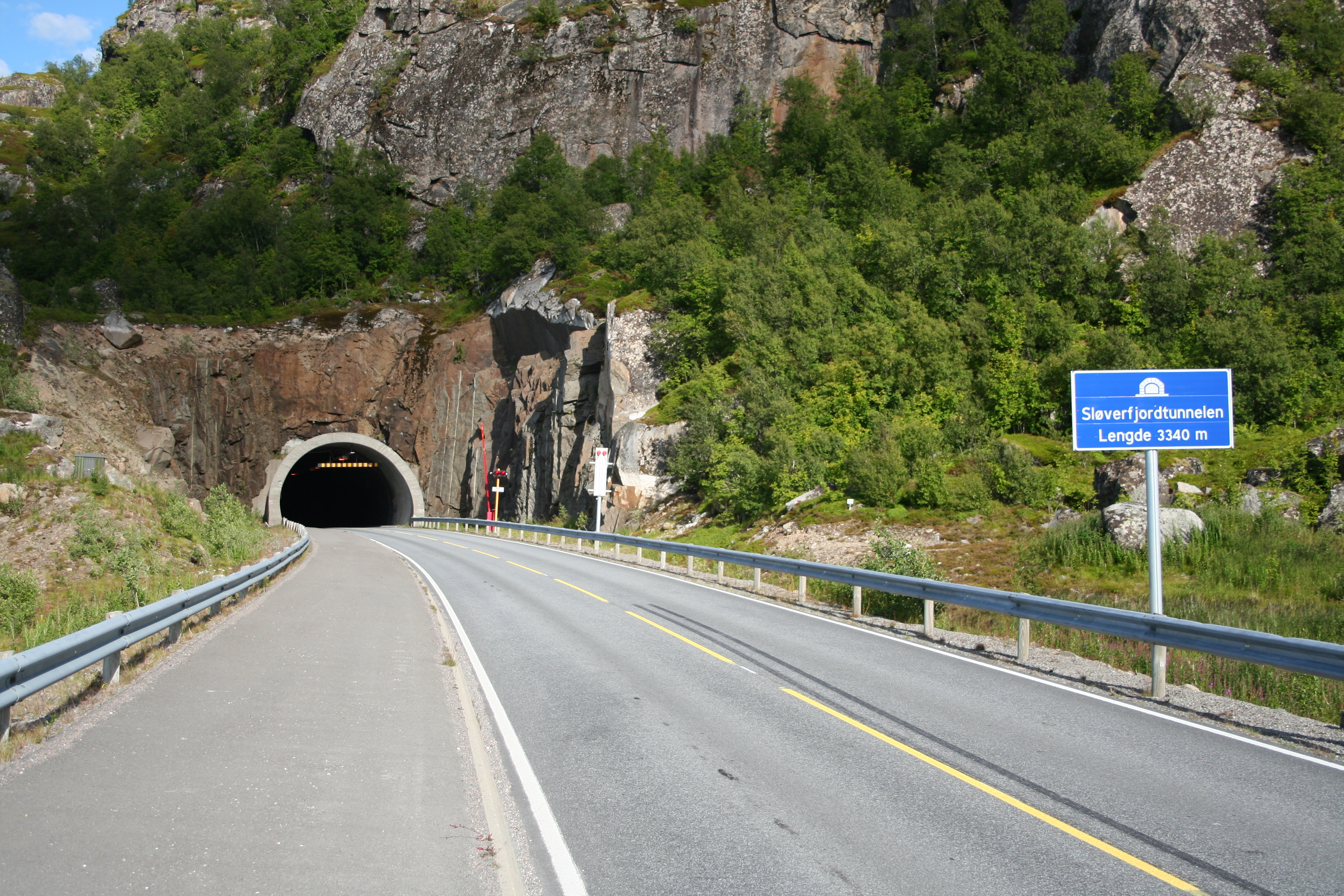
Подводный тоннель Слёверфьорд длиной 3,3 км

Лофаст (норв. Lofast или норв. Lofoten Mainland Connection) — часть трассы Е10, которая соединяет Лофотенский архипелаг с материком, предоставляя прямой доступ к Лофотену из окрестных коммун.
Строительство дороги было начато осенью 1993 года и временно остановлено в 1998 году, когда была построена первая часть. В 2003 году строительство было возобновлено и 1 декабря 2007 года Лобаст был официально открыт в присутствии королевы Сони. Фактически, Лофаст соединяет Лофотен со старой дорожной сетью острова Хиннёя которая, в свою очередь, соединяется с материком. Раньше трасса Е10 между Лофотеном и архипелагом Вестеролен представляла собой паромную переправу Мельбу-Фискебёл (норв. Melbu–Fiskebøl Ferry). Эта дорога проходила через несколько городов имея неравномерные скоростные ограничения. Лофаст значительно короче, проходит сквозь остров Хиннёя до материка без использования паромных переправ и допускает передвижение на относительно высокой скорости. Например, автобусный маршрут из аэропорта Харстад/Нарвик, расположенного в Эвенесе в Свольвер, находящийся на Лофотенских островах раньше длился 4 часа 15 мин., включая паромную переправу (210 км), сейчас тот же маршрут, включая остановки, занимает 3 часа (170 км). Этот маршрут может быть сокращён до двух часов при поездке на машине и без остановок.
Все крупные острова Лофотена соединены между собой мостами или подземными тоннелями. Благодаря этому после постройки Лофаста большая часть Лофотенских островов сейчас имеет прямое соединение с континентальной Норвегией. Лофаст проходит через несколько тоннелей, самыми длинными из которых являются Сёрдал (норв. Sørdal Tunnel) — 6,3 км и Слёверфьорд (норв. Sløverfjord Tunnel) — 3,3 км, а также по Рафтсуннскому мосту. Между островом Хиннёя и материком расположен Хьельсуннский мост.